# Angeliki Papoulia

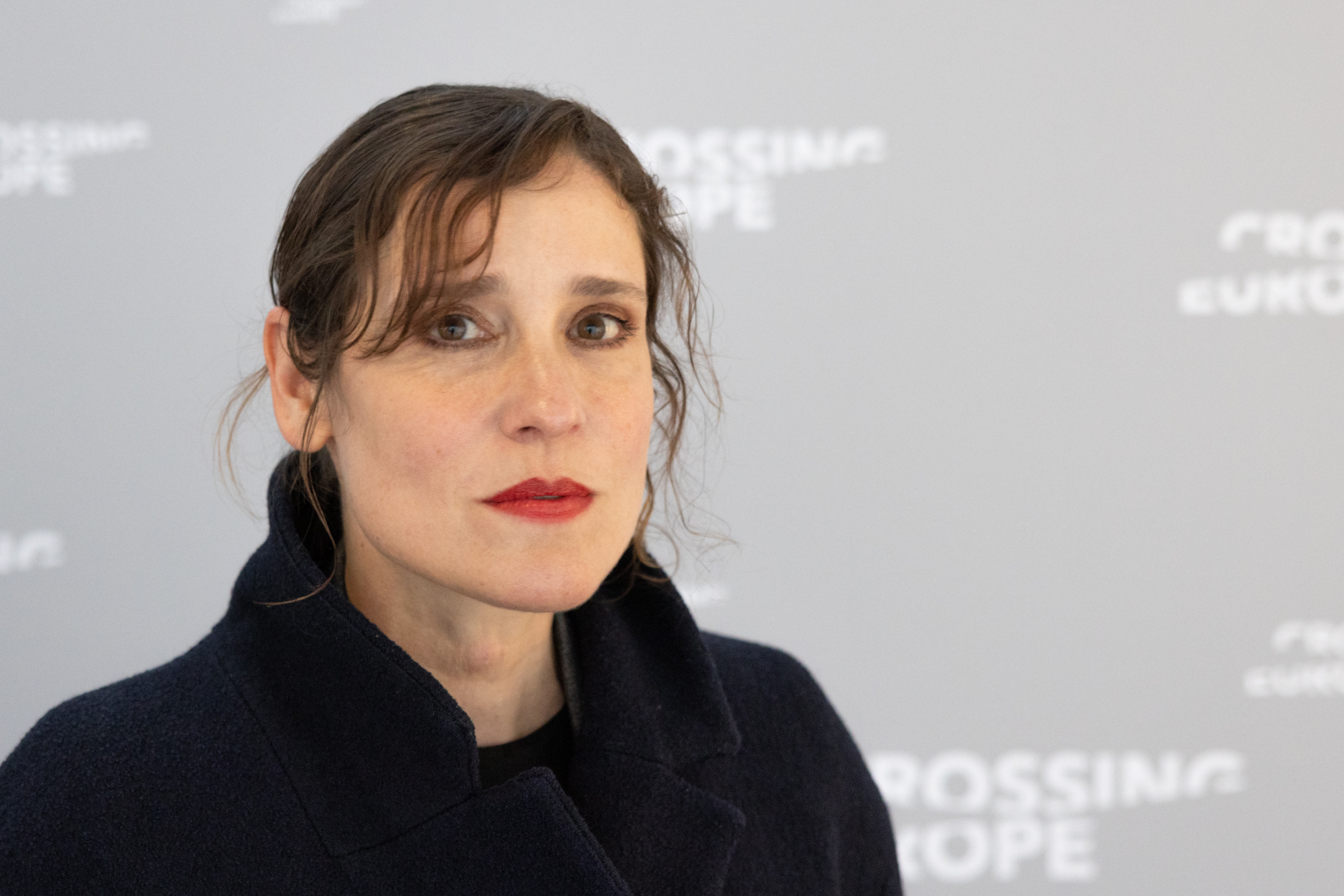
Angeliki Papoulia bei Crossing Europe (2023)

Angeliki Papoulia (griechisch Αγγελική Παπούλια, * 1975 in Agios Dimitrios bei Athen) ist eine griechische Theater- und Filmschauspielerin. Sie ist vor allem für ihre Rollen in den Filmen von Giorgos Lanthimos bekannt.

## Leben
Nach mehreren Kurzfilmrollen zwischen 1999 und 2002 und einem kleineren Auftritt 2001 in Alexandria von Maria Iliou spielte sie 2002 in dem Vorläufer des „neuen griechischen Kinos“ Spirtokouto von Yannis Economidis als Tochter Kiki erstmals eine größere Filmrolle.
Papoulia war 2004 Mitbegründerin des Athener Theaterkollektivs Blitz und zählt seither zu den ständigen Ensemblemitgliedern. Die Mitglieder erarbeiten gemeinsam Theaterproduktionen, bei denen sie nach Antworten auf gesellschaftliche Fragen suchen.
Es folgte 2008 in Panos Karkanevatos Kala krymmena mystika (Athanasia Well Kept Secrets) ein Auftritt als Georgia. Für die Rolle der älteren Tochter in Lanthimos’ Dogtooth erhielt sie 2009 beim Sarajevo Film Festival die Auszeichnung als beste Darstellerin gemeinsam mit ihrer Filmpartnerin Mary Tsoni, die in der Rolle der jüngeren Tochter zu sehen war. Auch bei der Griechischen Film Akademie 2010 war sie in der Kategorie Beste Schauspielerin nominiert.
In Lanthimos’ Alpen spielte sie eine Krankenschwester, die einsame Menschen tröstet und dabei ihnen Nahestehende mimt. Am Nationaltheater Athen spielte Papoulia 2011 in einer Inszenierung von Lanthimos in Tschechows Platonow die Anna Petrowna.
Nach dem 2002 gedrehten Kurzfilm Vrochi war A Blast 2014 die zweite Zusammenarbeit mit Syllas Tzoumerkas. Der Film hatte seine Premiere beim Internationalen Filmfestival von Locarno, Angeliki Papoulia besetzte die „beeindruckend intensiv gespielte“ Hauptrolle der Maria und war im folgenden Jahr als beste Schauspielerin der Griechischen Film Akademie nominiert. In The Lobster, dem ersten englischsprachigen Film von Lanthimos war Papoulia als herzlose Frau zu sehen.
Auf dem 69. Internationalen Filmfestival in Locarno war Papoulia 2016 Jurymitglied des Concorso Cineasti del Presente.

## Filmografie (Auswahl)
- 2009: Dogtooth (Kynódontas)
- 2011: Alpen (Alpis)
- 2014: A Blast
- 2015: The Lobster
- 2017–2018: The Tunnel – Mord kennt keine Grenzen (Fernsehserie, 3 Folgen)
- 2019: Das Wunder im Meer von Sargasso (To thávma tis thálassas ton Sargassón)
- 2021: Patchwork
- 2022: A Little Love Package
- 2022: The City and the City
- 2022: Human Flowers of Flesh
- 2023: Touched
- 2024: Arcadia
- 2024: To a Land Unknown
- 2024: The Strangers’ Case